# Región de Chemnitz
La Región de Chemnitz (en alemán: Regierungsbezirk Chemnitz) es uno de los tres Regierungsbezirke de los que se compone el estado federal de Sajonia, en Alemania. Se ubica al oeste de dicho estado y su composición se fijó durante el periodo que va desde el 27 de noviembre de 1990 hasta el 1 de enero de 1991.

## Composición de la región
205 Gemeinden en nueve Landkreisen y tres Stadtkreisen.
| Distritos / Landkreis | Ciudades Independientes          |
| --- | -------------------------------- |
| 1. Annaberg 2. Aue-Schwarzenberg 3. Comarca de Chemnitz 4. Freiberg 5. Montes Metálicos Centrales 6. Mittweida 7. Stollberg 8. Vogtland 9. Comarca de Zwickau | 1. Chemnitz 2. Plauen 3. Zwickau |